# Vitrea inae
Vitrea inae е вид охлюв от семейство Pristilomatidae.

## Разпространение
Видът е разпространен в Испания.